# Коморницкая, Мария
Мария Коморницкая (пол. Maria Jakubina Komornicka; 25 июля 1876, Грабув-над-Пилицей — 8 марта 1949, Изабелин) — польская поэтесса.
Представительница младшего поколения литературной «Молодой Польши». Первые стихотворения Коморницкой появились в 1891; отдельно были изданы «Szkice» (1893), драма «Skrzywdzeni» (1894), «Baśnie» (1900), «Psalmodie», повесть «Halszka», «Biesy» (1903) и др. Основное настроение её произведений — ничем не уравновешенная пылкость молодой индивидуальной души, сплошной «крик ностальгии» и «динамитных эффектов», «стремление к вершинам».
В межвоенный период писала для многих журналов, в том числе, «Chimerа». 
Была замужем за польским поэтом и прозаиком Яном Леманьским, который безуспешно пытался застрелить поэтессу и совершить самоубийство.
Мария Коморницкая умерла 8 марта 1949 года в доме для престарелых в Изабелине.
Судьба поэтессы исследована Изабелой Филипяк.